# Württembergischer Sanitätsverein
Der Württembergische Sanitätsverein war ein im Königreich Württemberg bestehender Hilfsverein für verwundete Soldaten. Er wurde am 12. November 1863 in Stuttgart gegründet, um in Württemberg die Aufgaben einer freiwilligen Hilfsgesellschaft zu übernehmen, wie sie in den Beschlüssen der Genfer Konferenz vom 29. Oktober 1863 vorgesehen waren. Den Anstoß zu dieser Konferenz hatte das im Februar des gleichen Jahres in Genf gegründete Internationale Komitee der Hilfsgesellschaften für die Verwundetenpflege gegeben, aus dem 1876 das Internationale Komitee vom Roten Kreuz (IKRK) entstand.
Der Württembergische Sanitätsverein, der am 16. Dezember 1863 vom Internationalen Komitee als freiwillige Hilfsgesellschaft im Sinne der Konferenzbeschlüsse anerkannt wurde, war damit die erste nationale Rotkreuz-Gesellschaft der Geschichte. Nur kurze Zeit später folgte der im Großherzogtum Oldenburg gegründete Verein zur Pflege verwundeter Krieger. Wesentlichen Anteil an der Entstehung des Württemberger Vereins hatte der Pfarrer und Lehrer Christoph Ulrich Hahn, der auf Anregung von Henry Dunant und mit Unterstützung des württembergischen Königs Wilhelm I. einen entsprechenden Aufruf veröffentlichte.

## Geschichte
Die Vorstellungen Hahns sahen von Beginn an vor, dass sich der Württembergische Sanitätsverein neben der Versorgung von verwundeten Soldaten im Krieg, die als Aufgabe durch die Beschlüsse der Genfer Konferenz und durch die 1864 abgeschlossene Genfer Konvention vorgegeben war, auch der Hilfeleistung bei Katastrophen in Friedenszeiten widmen sollte. Weitere Aktivitäten waren, ebenfalls auf Veranlassung von Hahn, die Ausbildung von Pflegekräften und die Einrichtung von Lazarettverbänden. Olga Nikolajewna Romanowa, die Ehefrau von König Karl I., übernahm 1865 die Leitung des Vereins. Seine ersten umfangreichen Einsätze hatte der Verein im Jahr 1866 während des Preußisch-Österreichischen Krieges und im Deutsch-Französischen Krieg von 1870 bis 1871. Am 17. April 1868 ernannte der Verein Henry Dunant zu seinem Ehrenpräsidenten. Ab Mai 1872 erfolgte in Lehrgängen am städtischen Krankenhaus Heilbronn die Ausbildung von Krankenpflegerinnen in Abstimmung mit dem Verein. Dieser übernahm einen Teil der Ausbildungskosten, wenn sich die Absolventinnen im Gegenzug verpflichteten, sich im Falle eines Krieges für die Einsatztätigkeit des Sanitätsvereins zur Verfügung zu stellen. Aus diesen Krankenpflegekursen entwickelte sich die nach ihrer ersten Schirmherrin, Königin Olga von Württemberg, benannte Gemeinschaft der Olgaschwestern.
Ab dem 17. April 1881 trug der Verein den Namen „Württembergisches Freiwilliges Sanitätskorps“. Erstmals etwa um 1887 und offiziell ab 1896 wurde dann die Bezeichnung „Württembergischer Landesverein vom Roten Kreuz“ verwendet. Im Jahr 1882 erfolgte in Stuttgart die Gründung einer Sanitätskolonne. 20 Jahre später gab es im Königreich Württemberg 22 Sanitätskolonnen mit etwa 1.100 Mitgliedern. Während des Ersten Weltkrieges betrieb der Verein 125 Lazarette und 50 Erholungsheime für Kriegsverwundete. Am 25. Januar 1921 wurde der Württembergische Landesverein vom Roten Kreuz mit den Rotkreuz-Vereinen in den anderen deutschen Ländern unter dem als Dachorganisation neu gegründeten Deutschen Roten Kreuz (DRK) zusammengefasst. Er wurde damit in den folgenden Jahren zu einem Landesverband des DRK.